# Beit Yossef
El Beit Yossef (en hebreu: בית יוסף) (en català: «la casa de Josep») és un llibre amb comentaris enciclopèdics sobre la llei jueva (halacà), i que fou compilat pel Rabí Joseph Caro al segle xvi. Va ser concebut com un comentari del Arba Turim del Rabí Jacob ben Asher. L'obra tracta solament els aspectes pràctics de la vida quotidiana jueva, però cobreix gairebé tota la literatura rabínica existent a l'època en la qual va ser escrita. Va ser desenvolupada durant més de vint anys, va ser suplementada i esmenada pel mateix autor, que més tard va escriure el Xulhan Arukh, una obra que actualment es considera com la principal referència en matèria de llei jueva (halacà).
Joseph Caro va començar a escriure el Beit Yossef a la ciutat d'Adrianòpolis l'any 1522, a l'edat de 32 anys, i el va completar a la ciutat de Safed, vint anys més tard. Com el mateix autor explica a la introducció del seu llibre, Caro intenta respondre, d'una banda, als jueus que han estat expulsats d'Espanya, i que es veuen forçats a adoptar els hàbits i costums de les diverses comunitats que els acullen, i que són dirigides sovint per líders menys preparats, i d'altra banda, per fer front als perills que representa la naixent indústria editorial, la qual permet que qualsevol persona pugui imprimir llibres sobre religió, fins i tot sense tenir un coneixement adequat.
L'autor estava interessat en arribar a una audiència el més àmplia possible. Caro va decidir escriure un comentari sobre l'obra del rabí Jacob ben Asher, el llibre de l'Arba Turim, encara que menys extensa que el Mixné Torà de Maimònides. L'autoritat de l'obra del Rabí Joseph Caro, ha estat acceptada tant pels líders asquenazites com pels sefardites.